# Nihon sandai jitsuroku
Le Nihon sandai jitsuroku (日本三代実録, Chroniques véridiques des trois règnes), abrégé en Sandai jitsuroku, est un texte d'histoire du Japon commandé officiellement par l'empereur. Achevé en 901, c'est le sixième et dernier livre de la série des Rikkokushi (Six histoires nationales).

## Contexte
À la suite du précédent volume, le Nihon Montoku tennō jitsuroku de 879, l'empereur Uda ordonne la recension des années écoulées depuis. L'ouvrage est compilé par Fujiwara no Tokihira, Sugawara no Michizane, Ōkura no Yoshiyuki et Mimune no Masahira.

## Contenu
Écrit en style kanbun et comprenant cinquante volumes, l'ouvrage couvre une trentaine d'années, courant de 858 à 887, correspondant à trois règnes impériaux, ceux des empereurs Seiwa, Yōzei et Kōkō. Il contient de nombreux édits impériaux et est plus complet que les textes précédents. La description d'Ariwara no Narihira est particulièrement fameuse. Des parties des volumes 15, 19 et 48 sont incomplètes.
S'y trouve également rapporté le séisme de Sanriku (en) et le tsunami qui a inondé les plaines du nord-est du Japon : « La mer bientôt se précipita dans les villages et les villes, submergeant quelques centaines de kilomètres de terre le long de la côte. Il n'était pas possible d'y échapper bien que des bateaux et des terrains élevés se trouvaient à proximité. Environ 1 000 personnes perdirent la vie de cette façon. » Ce sont les mêmes plaines qui ont été submergées lors du séisme de 2011, selon un rapport. « L'analyse des sédiments déposés par le tsunami de 869 tsunami permet d'estimer que le séisme avait une magnitude de 8.3. »

## Première histoire nationale
Le Nihon sandai jitsuroku est le dernier texte de la série des Six histoires nationales. Un bureau d'histoire nationale (撰国史所, senkokushisho) est créé en 936 pour maintenir les histoires nationales existantes comme pour continuer leur compilation. Un nouveau livre, le Shinkokushi, est commencé mais reste à l'état de brouillon et n'est jamais achevé. Le pouvoir déclinant de l'institution Ritsuryō en est peut-être la cause.